# Municipio di Sherbrooke
Il Municipio di Sherbrooke ospita la sede municipale della città di Sherbrooke nel Québec in Canada.

## Storia
L'edificio, costruito tra il 1904 e il 1906 secondo il progetto di Elzéar Charest, architetto in capo del dipartimento di Lavori pubblici del Québec, servì inizialmente come palazzo di giustizia, funzione che svolse sino al 1987. Nel 1989 venne quindi convertito in municipio della città di Sherbrooke.

## Descrizione
L'edificio presenta uno stile Secondo Impero.